# EtherChannel

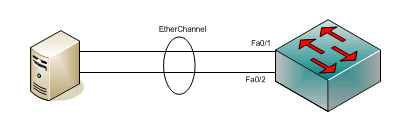
EtherChannel entre un switch y un servidor.

EtherChannel es una tecnología de Cisco construida de acuerdo con los estándares 802.3 full-duplex Fast Ethernet.[cita requerida] Permite la agrupación lógica de varios enlaces físicos Ethernet, esta agrupación es tratada como un único enlace y permite sumar la velocidad nominal de cada puerto físico Ethernet usado y así obtener un enlace troncal de alta velocidad.
La tecnología EtherChannel es una extensión de una tecnología ofrecida por Kalpana en sus switches en la década de 1990.[cita requerida]
Un máximo de 8 puertos Fast Ethernet, Giga Ethernet o 10Gigabit Ethernet pueden ser agrupados juntos para formar un EtherChannel. Con esta última agrupación es posible conseguir un máximo de 80 Gbps de ancho de banda. Las conexiones EtherChannel pueden interconectar switches, routers, servidores o clientes.

Los puertos usados deben tener las mismas características y configuración.

## Ventajas
- La tecnología EtherChannel se basa en el estándar IEEE 802.3ad compatible con Ethernet mediante la agrupación múltiple, enlaces full-duplex punto a punto.
- Permite el uso en cualquier lugar de la red donde puedan ocurrir cuellos de botella.
- Permite un crecimiento escalable y a medida. Es posible agregar el ancho de banda de cualquiera de los enlaces que tenemos en el EtherChannel.
- El incremento de la capacidad no requiere una actualización del hardware.
- Permite reparto de carga. Como el enlace está compuesto por varios enlaces Ethernet, se puede hacer reparto de carga entre estos enlaces. Así se obtiene mayor rendimiento y caminos paralelos redundantes.
- Robustez y convergencia rápida. Cuando un enlace falla, la tecnología EtherChannel redirige el tráfico del enlace fallido a los otros enlaces proporcionando una recuperación automática mediante la redistribución de la carga entre los enlaces restantes. La convergencia es completamente transparente para los usuarios y las aplicaciones de red.
- La tecnología EtherChannel está disponible para todas las velocidades de los enlaces Ethernet. Permite a los administradores de red desplegar redes escalables sin problemas.
- Completamente compatible con el Cisco IOS Software. Las conexiones EtherChannel de Cisco son totalmente compatibles con Cisco IOS LAN virtual (VLAN) y las tecnologías de enrutamiento. EtherChannel se puede configurar como enlace VLAN trunk. Cisco ISL, VTP y IEEE 802.1Q son compatibles con EtherChannel.[cita requerida]
- Interoperabilidad con Coarse Wavelength Division Multiplexing (CWDM). La tecnología CWDM permite el tráfico agregado en el enlace EtherChannel de Cisco para ser multiplexado en un solo hilo de fibra.

## Configuración
Las configuraciónes de un EtherChannel se puede hacer de dos formas diferentes: negociación o manual. En negociación se pueden identificar también dos formas, Port Aggregation Protocol (PAgP) o Link Aggregation Control Protocol (LACP). 

Ambos extremos se deben de configurar en el mismo modo.

PAgP es un protocolo propietario de Cisco. El switch negocia con el otro extremo cuales son los puertos que deben ponerse activos. El propio protocolo se encarga de agrupar puertos con características similares (por velocidad, troncales, por pertenecer a una misma VLAN,…). Se puede configurar de dos modos:

- Auto. Pone el puerto en modo pasivo, solo responderá paquetes PAgP cuando los reciba y nunca iniciará una negociación.

Dos puertos auto nunca podrán formar grupo, ya que ninguno puede iniciar una negociación.

- Desirable. Establece el puerto en modo activo, negociará el estado cuando reciba paquetes PAgP y puede iniciar negociaciones con otros puertos.

LACP es muy similar a PAgP ya que también puede agrupar puertos con características similares. Es un protocolo definido en el estándar 802.3ad.

Los modos de configuración de LACP son:

- Activo. Está habilitado para iniciar negociaciones con otros puertos.
- Pasivo. No puede iniciar negociaciones, pero si responde a las negociaciones generadas por otros puertos.

Dos puertos pasivos tampoco podrán nunca formar grupo. Es necesario que al menos uno de los dos puertos sea activos.

En el modo manual toda la configuración del puerto se realiza de forma manual, no existe ningún tipo de negociación entre los puertos.

## Limitaciones
Una limitación de EtherChannel es que todos los puertos físicos en el grupo de agregación deben residir en el mismo conmutador. El protocolo SMLT Avaya elimina esta limitación al permitir que los puertos físicos sean divididos entre dos switches en una configuración de triángulo o 4 o más switches en una configuración de malla.[cita requerida]

## Componentes
- Enlaces Fast Ethernet- las conexiones EtherChannel puede consistir de uno a ocho enlaces Fast Ethernet para compartir la carga de tráfico de hasta 800 Mbps de ancho de banda utilizable. Conexiones EtherChannel puede interconectar switches, routers, servidores y clientes. La tecnología EtherChannel ofrece enlaces resistentes dentro de un canal- si los enlaces fallan, el tráfico es redirigido inmediatamente a los demás enlaces. Finalmente, la tecnología EtherChannel no depende de ningún tipo de medio de comunicación. Se puede utilizar con Ethernet que funciona con par trenzado sin blindaje (UTP), fibra monomodo y fibra multimodo.

- Los algoritmos de compartición de carga utilizados varían entre plataformas, permitiendo decisiones basadas en direcciones MAC origen o destino, direcciones IP, o los números de puerto TCP/ UDP.
- Redundancia- La tecnología EtherChannel de Cisco no requiere del uso de 802.1d Spanning Tree Protocol para mantener un estado dentro de la topología del canal. Por el contrario, utiliza un protocolo de control punto a punto que proporciona configuración automática y tiempos de convergencia para enlaces paralelos inferiores al segundo. Sin embargo, permite protocolos de alto nivel (como el Protocolo Spanning Tree) o protocolos de enrutamiento para mantener la topología.

- Gestión- La tecnología EtherChannel de Cisco se configura fácilmente mediante una interfaz de línea de comandos (CLI) o aplicaciones Simple Network Management Protocol (SNMP), tales como CiscoWorks. El administrador de red necesita identificar y definir el número de puertos que conformarán el canal, y luego conectar los dispositivos. Un beneficio de la tecnología EtherChannel es la capacidad de detectar, informar y prevenir el uso de pares de interfaces incorrectas dentro del canal. Estos pueden incluir interfaces que no están configurados para full-duplex, tienen velocidades de enlace incorrectas, o están mal conectadas. Comprobaciones de coherencia antes de la activación de un canal ayudan a asegurar la integridad de la red.

## EtherChannel vs. 802.3ad
EtherChannel y el estándar IEEE 802.3ad son muy similares, tiene el mismo objetivo aunque existen algunas pequeñas diferencias entre los dos. Además del hecho de que EtherChannel es propiedad de Cisco y 802.3ad es un estándar abierto, se enumeran a continuación las diferencias:
| EtherChannel                                          | IEEE 802.3ad |
| ----------------------------------------------------- | --- |
| Requiere configuración del switch.                    | Es necesaria una pequeña configuración del switch para formar la agregación. Puede ser requerida una configuración inicial del conmutador. |
| Soporta diferentes modos de distribución de paquetes. | Sólo es compatible con el modo de distribución estándar.                                                                                   |

Ambas tecnologías son capaces de configurar automáticamente el enlace lógico. EtherChannel es compatible con LACP y PAgP de Cisco, mientras que 802.3ad utiliza LACP.

## Recomendaciones
Spanning Tree Protocol (STP) se puede utilizar con EtherChannel. STP trata a todos los enlaces como uno solo y únicamente se envían las BPDU por uno de los enlaces. Sin el uso de un EtherChannel, STP efectivamente bloquearía los enlaces redundantes entre switches y solo se utilizarían ante la caída de una conexión. Es por esta razón por la que EtherChannel es aconsejable ya que permite el uso completo de todos los enlaces disponibles entre dos dispositivos. Con EtherChannel la capacidad sería el doble en funcionamiento normal y ante una caída no es necesario esperar a la convergencia del STP porque sigue funcionando con el otro enlace.
La creación de EtherChannel es recomendable en enlaces sobre puertos de acceso, uno por VLAN. Es preferible tener un EtherChannel y convertir el enlace resultante en trunk 802.1Q para transportar todas las VLAN aprovechando así las ventajas de multiplexación estadística del tráfico.

## Comandos IOS
Configuración en modo manual:

```
Switch1# configure terminal 
Switch1(config)# interface range

0/1 - 4  
Switch1(config-if-range)# channel-group 1 mode on 
Switch1(config-if-range)# exit 
Switch1(config)# exit

```

También podemos configurar el EtherChannel como un enlace trunk, y así conseguimos multiplexación estadística del tráfico de las VLANs y que ante la caída de un enlace sigue funcionando el otro con ambas VLANs.

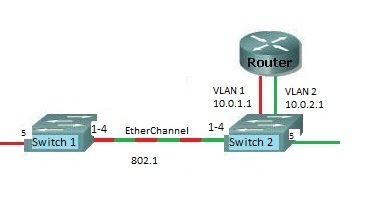
Ejemplo de configuración.

```
Switch# configure terminal
Switch1(config)# interface range gigabitethernet 0/1 - 4  
Switch1(config-if-range)# channel-group 1 mode on 
Switch1(config-if-range)# exit
Switch1(config)# interface port-channel 1 
Switch1(config-if)# switchport mode trunk 
Switch1(config-if)# switchport trunk allowed vlan 1-2
Switch1(config-if)# exit
Switch1(config)# exit

```

Configuración con LACP:

```
Switch# configure terminal 
Switch1(config)# interface range gigabitethernet 0/1 - 4 
Switch1(config-if-range)# channel-protocol lacp 
Switch1(config-if-range)# channel-group 1 mode active
Switch1(config-if-range)# exit 
Switch1(config)# exit

```

Configuración con PAgP:

```
Switch# configure terminal 
Switch1(config)# interface range gigabitethernet0/1 - 4  
Switch1(config-if-range)# channel-protocol pagp 
Switch1(config-if-range)# channel-group 1 mode desirable 
Switch1(config-if-range)# exit 
Switch1(config)# exit

```